# Dix Infernal
Dix Infernal è il primo album in studio del gruppo musicale giapponese Moi dix Mois, uscito il 19 marzo 2003, data del compleanno di Mana.
Contiene 13 tracce, fra cui il singolo Dialogue Symphonie.

## Tracce
1. Dix infernal – 0:42
2. La dix croix – 5:06
3. front et baiser – 4:30
4. Ange – 3:59
5. tentation – 5:36
6. Solitude – 3:57
7. Pessimiste – 3:47
8. Gloire dans le silence – 3:19
9. L'intérieur Dix – 0:42
10. Détresse – 4:35
11. Priére – 3:34
12. Dialogue Symphonie-x – 3:10
13. Dix Est Infini – 0:28